# سیکلواکتن
سیکلواکتن (به انگلیسی: Cyclooctene) یک ترکیب شیمیایی با شناسه پاب‌کم ۶۳۸۰۷۹ است.